# Ey Şûh-i Sertab
Ey Şûh-i Sertab är ett studioalbum av den turkiska sångaren Sertab Erener. Det gavs ut den 12 april 2012 och innehåller 14 låtar.

## Låtlista
| Nr  | Titel                                          | Längd |
| --- | ---------------------------------------------- | ----- |
| 1.  | Akşam Oldu Hüzünlendim Ben Yine                | 2:20  |
| 2.  | Dertliyim Ruhuma Hicranımı (Üzgünüm Leyla)     | 5:52  |
| 3.  | Fikrimin İnce Gülü                             | 3:16  |
| 4.  | Niçin Baktın Bana Öyle                         | 3:52  |
| 5.  | Çile Bülbülüm                                  | 3:12  |
| 6.  | Biz Heybeli'de Her Gece                        | 2:42  |
| 7.  | Ada Sahillerinde                               | 3:09  |
| 8.  | Darıldın Mı Gülüm Bana                         | 1:58  |
| 9.  | Kimseye Etmem Şikayet                          | 2:57  |
| 10. | Bir İhtimal Daha Var                           | 3:09  |
| 11. | Dök Zülfünü Meydane Gel                        | 2:52  |
| 12. | Kırmızı Gülün Alı Var                          | 4:50  |
| 13. | Dönülmez Akşamın Ufkundayız (Rindlerin Akşamı) | 3:56  |
| 14. | Ey Şuh-i Sertab Ey Dürr-i Nayab                | 3:13  |